# Bataille de Dongxing
Guerres des Trois Royaumes
Batailles
Yiling/Xiaoting - Campagne contre le Wu - Campagne du Sud - Hefei (231) - Hefei (233) - Expéditions de Zhuge Liang - Hefei (234) - Shiting - Liaodong - Offensive du Wu - Xingshi - Koguryo - Gaoping - Expéditions de Jiang Wei (Didao) - Dongxing - Hefei (253) - Shouchun - Cao Mao - chute du Shu - Zhong Hui - Chute du Wu
La bataille de Dongxing a lieu durant le 12e mois lunaire de l'année 252, pendant la période des Trois Royaumes de l'Histoire de la Chine. Elle oppose le royaume de Wei au royaume de Wu et s’achève par une victoire tactique du Wu.

## Situation avant la bataille
Dès 211, Sun Quan, le premier empereur du Wu, donne l'ordre de construire à Ruxu des fortifications et des systèmes de défenses, pour contrer une éventuelle attaque de son rival, Cao Cao. En 230, Sun Quan fait également construire un barrage à Dongxing, pour contenir les eaux du lac Chao, tout proche. Sun Quan meurt en 252 et c'est son fils Sun Liang qui devient le nouvel empereur du Wu. Comme le nouvel empereur n'a que neuf ans, c'est le Grand Tuteur (太傅) Zhuge Ke qui détient la réalité du pouvoir. Et lors du 10e mois lunaire de la même année, c'est ce dernier qui donne l'ordre de commencer de nouveaux travaux au barrage de Dongxing; pour l'agrandir jusqu’à ce qu'il touche les collines environnantes, et rajouter deux châteaux au milieu de la structure. Zhuge Ke fait mettre 1000 hommes en garnison dans chaque château et en confie la garde à Quan Duan (全端) et Liu Lue. Ceci fait, il repart à la capitale du Wu avec le reste des troupes chargées de la protection du chantier,.

## Préparatifs
La cour du Wei se sent humiliée par les agrandissements du barrage de Dongxing, qui empiètent sur son territoire. Le général Zhuge Dan propose à Sima Shi, le régent du Wei, un plan pour contrer le Wu. Le régent le reçoit et valide son plan. Lors du 11e mois lunaire de 252, la cour impériale du Wei convoque Wang Chang, Guanqiu Jian, Zhuge Dan et Hu Zun (胡遵), pour leur confier la mission d'attaquer le Wu sur trois fronts. Wang Chang doit attaquer Jiangling; Guanqiu Jian doit lui attaquer Wuchang, pendant que Zhuge Dan et Hu Zun prennent la tête de 70000 soldats et se rendent à Dongxing pour attaquer les deux châteaux et endommager le barrage,.
Lorsque la cour du Wu apprend la nouvelle de l'attaque du Wei, Zhuge Ke prend la tête de 40000 hommes pour contrer Zhuge Dan. Hu Zun (胡遵) donne l'ordre à ses hommes de construire des ponts flottants pour atteindre le barrage et les divise en deux groupes pour attaquer les deux châteaux. Malgré ces préparatifs, les châteaux, construits sur des hauteurs, restent difficiles d’accès.
Les généraux du Wu disaient que "Quand l'ennemi vas apprendre que le Grand Tuteur (Zhuge Ke) vient pour prendre personnellement la tête des opérations, ils se replieront dès qu'ils le verront arriver sur les berges." De tous, Ding Feng est le seul à tenir un discours différent "Non. Ils procèdent à de grands mouvements de troupes sur leurs territoires. Ils sont prêts et ont mobilisé des troupes en grand nombre venant de Xu et Luo, pourquoi repartiraient-ils les mains vides? Ne vous imaginez pas que l'ennemi ne viendra pas, nous devons nous préparer pour la bataille." Lorsqu'il arrive à Dongxing, Zhuge Ke nomme Ding Feng, Liu Zan (留贊), Lü Ju et Tang Zi responsables de l'avant-garde. Ces derniers se mettent en marche vers l'ouest, à travers un terrain montagneux, mais Ding Feng les avertit que, "Nous avançons trop lentement. Si l'ennemi s'installe sur une position avantageuse, il sera difficile de le vaincre." Il prend alors la tête d'un groupe de 3000 soldats, et avance rapidement en prenant un chemin différent de celui du gros des troupes du Wu.

## La bataille
À cette époque de l'année, des vents violents soufflent depuis le nord. Ding Feng et ses hommes arrivent à la frontière en deux jours et prennent le contrôle de la digue de Xu (徐塘). Nous sommes alors en plein hiver et la neige tombe. Les officiers du Wei ne sont pas sur leurs gardes et sont en train de boire pour se réchauffer. Profitant de l'occasion, et malgré la taille réduite de son détachement, Ding Feng rassemble ses hommes et leur dit : "Aujourd'hui est le jour où nous allons gagner des titres et des récompenses!" Il leur donne ensuite l'ordre de s'équiper légèrement en enlevant leurs armures et leurs casques, en déposant leurs lances et leurs ji; pour attaquer l'ennemi en étant équipés uniquement de boucliers et d'épées,. Devant un tel spectacle, les soldats du Wei rient au lieu de se préparer au combat et, après d'âpres combats, Ding Feng et ses hommes réussissent à détruire le camp du Wei. Au même moment, une autre armée du Wu, sous les ordres de Lü Ju, arrive sur le champ de bataille et prête main-forte à Ding Feng. Complètement stupéfaits par ces deux assauts surprise, les troupes du Wei sombrent dans le chaos. Beaucoup de soldats du Wei se ruent sur les ponts flottants pour les traverser, mais ils finissent par s'effondrer. Les hommes tombent dans l'eau et se marchent les uns sur les autres en tentant de rejoindre la rive. Parmi les pertes du Wei, on compte Huan Jia (桓嘉), le fils de Huan Jie et Administrateur de Yue'an (樂安),, ainsi que Han Zong, un général du Wu qui avait fait défection et qui dirigeait l'avant-garde du Wei. À la fin des combats, Zhuge Ke décapite le cadavre de Han Zong et envoie sa tête au temple de Sun Quan,.

## Conséquences
Quand Wang Chang et Guanqiu Jian sont mis au courant de la défaite du Wei à Dongxing, ils brûlent leurs campements et se replient immédiatement. Une fois les survivants revenus au Wei, de nombreux officiels de la cour impériale demandent la démission ou la destitution des généraux, comme punition pour leur échec. En réponse à ces demandes, Sima Shi leur dit "Je n'ai pas écouté Gongxiu, ce qui a provoqué cette situation. C'est ma faute. En quoi les généraux ont-ils mal fait ?" Par contre, Sima Zhao, le jeune frère de Sima Shi, qui s'occupait de superviser les opérations, perd son titre de noblesse,.
De son côté, l'armée du Wu récupère une grande quantité d'équipements et de vivres laissés sur place par le Wei et rentre triomphalement à la capitale. Zhuge Ke reçoit le titre de Marquis de Yangdu (陽都侯) et est nommé Gouverneur (牧) des provinces de Jing et Yang. Il reçoit également 1000 jin d'or, 200 chevaux de race ainsi que 10000 rouleaux de soie et 10000 rouleaux de tissus. Ding Feng est promu "Général Qui Élimine les Bandits" (滅寇將軍) et reçoit le titre de Marquis d'un village (都亭侯).

## Ordre de bataille
|  | L'armée du Wei - Le Général Qui Pacifie l'Est (安東將軍) Sima Zhao supervise la campagne. - Le Général Vétéran Qui Attaque le Sud (征南大將軍) Wang Chang attaque Jiangling (江陵; ce qui correspond à l'actuel Xian de Jiangling, Hubei). - Le Général Qui Garde le Sud (鎮南將軍) Guanqiu Jian attaque Wuchang (武昌; ce qui correspond à l'actuelle ville de Ezhou, Hubei). - Le Général Qui Attaque l'Est (征東將軍) Hu Zun (胡遵) commande 70000 hommes pour attaquer Dongxing. - Le Général Qui Garde l'Est (鎮東將軍) Zhuge Dan - † l'Administrateur de Yue'an (樂安太守) Huan Jia (桓嘉) - † Han Zong (韓綜) à l'avant-garde. | L'armée du Wu - le Grand Tuteur (太傅) Zhuge Ke se rend à Dongxing avec une armée de 40000 hommes pour repousser l'attaque du Wei. - Le Général (冠軍將軍) Ding Feng prend la tête d'une escouade de 3000 hommes pour attaquer le camp du Wei. - le Général de la Droite (右將軍) Lü Ju - le Colonel de Cavalerie (屯騎校尉) Liu Zan (留贊) - Tang Zi |